# Savina (ime)
Savina je žensko osebno ime.

## Izvor imena
Ime Savina je različica ženskega osebnega imena Sabina.

## Pogostost imena
Po podatkih Statističnega urada Republike Slovenije je bilo na dan 31. decembra 2007 v Sloveniji število ženskih oseb z imenom Savina: 68.